# Бариерата
„Бариерата“ е повест от Павел Вежинов. За първи път е публикувана през 1976 г.

## Сюжет
Историята разказва за Антони – композитор, напуснат от жена си. Една вечер, докато обикаля нощните заведения на София, той се среща с Доротея – момиче, преживяло тежка вътрешна травма и лабилно психически. Малко по малко от просто непозната Доротея се превръща в приятел и събеседник и се премества да живее при него. Един ден тя споделя, че може да лети. В следващ момент те наистина политат. Това смущава Антоний. Доротея разбира, че той трудно ще премине „бариерата“ – границата между реалност и мечта, идеала за хармония и щастие. Той е потресен от случилото се и заминава за провинцията, където се надява да подреди мислите си. В негово отсъствие тя отново се качва на терасата. На сутринта е намерена мъртва...

## Адаптации
През 1979 г. повестта е филмирана от българския режисьор Христо Христов, с художник на филма Стефан Савов, който е бил първоначалният вариант на режисьора за главния герой. В главните роли във филма участват Инокентий Смоктуновски и Ваня Цветкова, като гласът на Смоктуновски е дублиран от Коста Цонев.